# 바일슈타인 등록번호
바일슈타인 등록번호(영어: Beilstein Registry Number)는 CAS 등록번호와 유사하게 화합물들을 식별하는 방법이다. 바일슈타인 등록번호는 바일슈타인 데이터베이스에 있는 화합물들의 고유 식별자이다.
- Reaxys registry number (P1579)
(사용 현황)

## 같이 보기
- 바일슈타인 데이터베이스